# Synkopy 61
Synkopy 61 je brněnská rocková skupina působící od roku 1960 dodnes s přestávkou mezi lety 1990 a 1995.

## Historie skupiny
Skupinu založil v prosinci 1960 kytarista Petr Směja jako čtrnáctiletý.
Původní obsazení:
- Petr Směja (* 1946) – kytara, zpěv, vedoucí skupiny
- Pavel Pokorný (* 1946) – housle, zpěv
- Pavel Smílek (* 1946) – piano, zpěv
- Miloslav Orság (1946–2009) – akordeon. Odešel ze skupiny v září 1961
- Petr Fischer (* 1945) – klarinet. Odešel ze skupiny v červnu 1961
- Jiří Rybář (* 1945) – bicí

Skupinu doplnil v listopadu 1961 Jan Čarvaš (1945–2008) – basa.
První vystoupení se konalo 25. ledna 1962 v Zrcadlovém sále hotelu Slovan v Brně při příležitosti třídního večírku. Skupina hrála v té době běžný taneční repertoár. Největší úspěch mělo tenkrát u posluchačů Zachariasovo Houslové boogie, se kterým v roce 1963 Synkopy 61 také vyhrály městské i krajské kolo Soutěže tvořivosti mládeže.
V roce 1964 došlo k velké změně – přerodu taneční kavárenské kapely na bigbít a elektrifikaci nástrojů: Jan Čarvaš přešel z basy na baskytaru, přišel Antonín Smílek s doprovodnou elektrickou kytarou a zpěváci Michal a Alice Gärtnerovi. V červnu 1965 odešli ze skupiny sourozenci Smílkovi a Gärtnerovi a uskutečnily se společné koncerty s bratislavskými The Beatmen v Brně na Stadioně.
V roce 1966 přišel do skupiny Michal Polák (1944–2021), dříve Medic club a The Shakers, a svým falzetovým hlasem přispěl z velké míry k definitivní specializaci skupiny na vokální skladby The Beach Boys, The Hollies, The Yardbirds apod. Zároveň se v repertoáru začínaly postupně stále více uplatňovat i vlastní skladby.
V témže roce odešel Pavel Smílek, na místo Pavla Pokorného (vojenská prezenční služba) nastoupil Pavel Váně (zpěv, kytara). V roce 1968 opustil Synkopy Pavel Váně a vrátil se Pavel Pokorný.
Synkopy 61 absolvovaly v květnu 1966 své první zahraniční vystoupení na festivalu v polských Gliwicích, kde zvítězily v konkurenci 17 kapel a získaly 1.cenu "Gliwicki X". Následně v červenci 1966 na pozvání polské Jazzfederace vystoupily v Gdaňsku na stadionu Lechie pro 30 000 lidí a také v tehdy velmi populárním varšavském studentském klubu Stodola.
Úspěchy slavily Synkopy 61 i na domácí půdě: 2. místo a Cena diváků na 1. jazzuniversiádě v Českých Budějovicích v březnu 1967, finále a titul "Nejlepší moravská skupina" na 1. československém beatovém festivalu v Praze (prosinec 1967), cena za vlastní tvorbu na 2. jazzuniversiádě v Českých Budějovicích v březnu 1968, 2. místo za skladbu Casanova (Oldřich Veselý – František Jemelka) na 2. československém beatovém festivalu v Praze (prosinec 1968). V Brněnská beatové lize, soutěži brněnských big beatů v roce 1968, získaly 1. místo.
V roce 1970 se skupina profesionalizovala a za 9 let do roku 1979 odehrála 1175 vystoupení. Mimo jiné absolvovala mnoho koncertních turné po Polsku, v letech 1971 a 1973 hrála také 5 měsíců v Rakousku. V roce 1974 se stal jejím členem dlouholetý spolupracovník a autor Oldřich Veselý, který ovšem v roce 1975 odešel do skupiny Modrý efekt Radima Hladíka. V roce 1980 se Oldřich Veselý do Synkop vrátil a realizoval zde své art rockové projekty Sluneční hodiny a Křídlení.
Od roku 1981 se ve skupině vystřídali brněnští muzikanti Emil Kopřiva, Vraťa Lukáš, Miloš Makovský, Vilém Majtner, Miloš Morávek. Skupina zanikla jako profesionální těleso v roce 1990.

## Comeback
Při comebacku v roce 1995 se skupina vrátila k původnímu názvu SYNKOPY 61, znovu vystupovala živě téměř v kompletním obsazení z přelomu 60. a 70. let a odehrála přes 70 koncertů. Repertoár tvořily vlastní skladby a skladby skupiny The Beach Boys z 60. let. Obsazení:
- Petr Směja – zakladatel a kapelník, sólokytara, zpěv
- Pavel Pokorný – klávesové nástroje, el. housle, zpěv
- Jan Čarvaš – baskytara, zpěv
- Jiří Rybář – bicí, zpěv
- Michal Polák – sólo zpěv
- Vilém Majtner – kytara, zpěv

Následně odešel Jan Čarvaš a v roce 2006 Pavla Pokorného nahradil na klávesy Jan Korbička ze skupiny The Madmen. Pokorný se po několika letech do kapely vrátil jako kytarista a houslista. Po smrti Michala Poláka v roce 2021 si pěvecké party rozdělili zbylí členové skupiny. Od roku 2022 ukončil svoji činnost ve skupině Pavel Pokorný.
Současné složení kapely:
- Petr Směja – sólová kytara, zpěv
- Jan Korbička – klávesové nástroje, kytara, zpěv
- Jiří Rybář – bicí, zpěv
- Vilém Majtner – sólo zpěv, baskytara, kytara

## Diskografie
- Festival (1972)
- Xantipa (1974)
- Formule 1 (1975)
- Sluneční hodiny (1981)
- Křídlení (1983)
- Zrcadla (1986)
- Flying Time (1986)
- Dlouhá noc (1990)